# Sobralia fruticetorum
Sobralia fruticetorum är en orkidéart som beskrevs av Rudolf Schlechter. Sobralia fruticetorum ingår i släktet Sobralia och familjen orkidéer.
Artens utbredningsområde är Bolivia. Inga underarter finns listade i Catalogue of Life.